# Чемпионат мира по современному пятиборью 1986
XXIX Чемпионат мира по современному пятиборью среди мужчин и VI Чемпионат мира среди женщин проводился в Монтекатини (Италия) в 1986 году.
Чемпионату в Монтекатини предшествовали Игры доброй воли в Москве, в которых приняли участие 64 пятиборца из 13 стран, а также 50 женщин из 11 стран. Наряду с опытными А. Старостиным (СССР), Ж. Бузу (Франция), М. Кадлецом (Чехословакия), Р. Пфелпсом (Великобритания), Р. Столлом (США) было немало дебютантов. Многие национальные команды были скомплектованы из подающих надежды пятиборцев второго состава. С одной стороны, это было связано с необходимостью «обкатки» молодых спортсменов, с другой — со стремлением сберечь силы перед предстоящим через два месяца XXIX чемпионатом мира.
Игры доброй воли завершились абсолютной победой советских пятиборцев, но все участники получили огромное удовлетворение от настоящей спортивной борьбы. У мужчин победил чемпион мира-85 среди юниоров Вахтанг Ягорашвили (5581 очко), у женщин — Татьяна Чернецкая (5280 очков). В командных соревнованиях 1-е место за сборной СССР, опередившей команды Польши и Венгрии. У женщин борьба завершилась в пользу польских спортсменок, на 2-м месте СССР, на 3-м — ФРГ.
В Монтекатини чемпионат имел ряд организационных особенностей, но в историю пятиборья он вошёл прежде всего своим драматическим финалом.
Что касается организации, то здесь прошли единственные в практике чемпионатов соревнования трёх групп участников — мужчин, юниоров и женщин в количестве 159 человек (66 мужчин, 45 юниоров, 48 женщин). Осложняло ситуацию и то обстоятельство, что соревнования проводились в 25—40 км от места проживания спортсменов и, по сути, большую часть свободного от соревнований времени они проводили в пути. Если к этому прибавить тропическую жару, которая стояла в дни проведения соревнований, турниры, длившиеся с раннего утра до поздней ночи, то станет ясно, какие трудности испытывали пятиборцы. По общему мнению участников, совмещение трёх первенств не было удачным решением, и УИПМБ пришлось пересмотреть его, чтобы впредь исключить подобную практику.

## Конкур
Конкур принёс немало разочарований. Слабо подготовленные лошади на достаточно сложной трассе ставили в затруднительное положение даже опытных наездников. Только двум — Карло Массулло (Италия) и Марцело Хойо (Мексика) — удалось избежать ошибок и получить максимальные очки — 1100. Двенадцать спортсменов имели нулевые оценки, в их числе Авдеев (СССР), Дригс (США), Хорн (Бразилия), Корнела (Финляндия), Марсолек (ФРГ), Мохамед (Бахрейн) и некоторые другие.
Победитель Игр доброй воли Ягорашвили привёз 794 очка, чемпион Мельбурна Мижер — 938, а его соотечественник Фабиан — 942 очка.
По итогам первого дня две сильнейшие команды — Венгрии и Советского Союза — занимали 5-е и 15-е места соответственно.
После неудачи Авдеева в конкуре тренеры сняли его с соревнований по состоянию здоровья и дозаявили в команду запасного участника Игоря Шварца. Правилами такая замена допускается.

## Фехтование
Фехтовальный турнир для пятиборцев оказался не менее трудным, чем конкур. К усталости от недосыпания (участников подняли с постелей в 6 часов утра) и жары прибавились многочасовые изнурительные поединки. Во второй половине дня всё чаще возникали перерывы в боях из-за необходимости оказать медицинскую помощь бойцам в снятии судорог в конечностях от чрезмерного обезвоживания организма.
В этих условиях почти невероятное совершил Старостин, одержавший 50 побед — 1085 очков. Он занял в этом виде 1-е место, 2-м был венгр Доби (1034 очков), 3-м — француз Бубэ (1000 очков). Достойно поддержал своего капитана Шварц (932 очка), немного скромнее был вклад Ягорашвили (864 очка), но в сумме это обеспечило команде СССР победу в фехтовании.

## Плавание
На водных дорожках доминировали итальянцы (3812 очков), 20 очков уступили им советские пятиборцы. Лучшее время здесь показал француз Христоф Рюэ (3 мин 13 сек), опередив итальянца Чезаре Торальдо на 0,4 секунды. Вахтанг Ягорашвили имел третий результат— 3 мин 15,2 сек.
Старостин в плавании прибавил к набранным за два дня 1228 очков и с суммой 3300 возглавил список турнира. Венгр Доби, показавший в бассейне лишь 24-й результат (1196), за счёт солидного запаса очков двух дней сохранил 2-ю позицию. Третью и четвертую строчки протокола занимали итальянец Масала и венгр Фабиан.
В командном первенстве после трёх упражнений лидировала сборная Италии, на 2-м месте команда Венгрии, на 3-м — Франции. Советские спортсмены переместились на 8-е место.

## Стрельба
В стрельбе высокую волевую и техническую подготовленность показали польская, советская и венгерская команды. Наиболее удачливым в тире был Юхан Эрик Даниельсон из Швеции. Его результат 199 (1110 очков). По 197 (1066 очков) показали итальянец Масала и американец Дриггс. Но по итогам четырёх видов продолжал лидировать Старостин, набравший в стрельбе 195 (1022 очка), Масала потеснил Доби на 3-е место. В командном зачёте впереди оставалась сборная Италии.

## Бег
Последний день соревнований запомнился участникам как самый трудный. В обжигающей жаре спортсмены должны были преодолеть четырёхкилометровую трассу с множеством подъёмов, изгибов и спусков. Итальянцы, хорошо знавшие её, были уверены в победе, но ближайшие соперники тоже не собирались сдаваться.
Старостин, пробежав кросс за 12 мин 55 сек (1240 очков), стал недосягаемым для соперников. Он набрал 5562 очка и был увенчан лавровым венком чемпиона. Дерзкую попытку посягнуть на золотую медаль предпринял итальянский тандем Массулло и Масала, но, получив в беге 1312 и 1165 очков соответственно, они сделали заявки лишь на серебряную и бронзовую медали в личном первенстве. Отчаянно боролся с секундами на трассе чехословацкий спортсмен Милан Кадлец. Он показал лучшее время дня — 12 мин 16,9 сек (1357 очков) и занял в итоге 5-е место. Венгр Доби из-за посредственного бега опустился на 4-ю ступень, француз Бубэ (бег — 1267 очков) поднялся на 6-е место.
В беге сильнейшей была команда Великобритании (Хорт — 1357, Махони — 1315, Пфелпс — 1315 очков), опередившая сборные Франции и Испании.
Общекомандную победу праздновали хозяева чемпионата (16 009 очков), на 2-м месте команда Венгрия, на 3-м — Франции. Сборная СССР была пятой.
Чемпионкой мира среди женщин стала Ирина Киселёва (СССР). Героиня Игр доброй воли Татьяна Чернецкая оказалась после француженки Софи Морессэ на третьем месте. В командных соревнованиях трио Киселёва, Чернецкая, Яковлева тоже были сильнейшими, оставив за собой амазонок Франции и ФРГ.
Среди юниоров победил болгарин В. Илиев, серебро — у советского юниора О. Плаксина, бронза — у француза Ф. Гиллюи. В командном юниорский первенстве пьедестал выглядел так: СССР, Венгрия, Франция.
Казалось, можно порадоваться за победителей, о которых уже сообщили в прессе. В их адрес сыпались поздравления, но последовал драматический финал…

## Скандал. Допинг. Дисквалификация
«Беспрецедентный скандал в пятиборье» — так была озаглавлена статья в одной из центральных газет Венгрии.
В ней сообщалось, что уже после того, как отзвучали гимны стран-победительниц, пришло известие, что 12 участников чемпионата мира в Монтекатини изобличены в применении допинга.
Среди взрослых: М. Донов (Болгария, 37-е место), С. Дриггс (США, 56-е место), А. Старостин (СССР, 1-е место).
Среди юниоров: В. Илиев (Болгария, 1-е место), О. Плаксин (СССР, 2-е место), Кусмьэрж (Польша, 8-е место), Ковалевский (Польша, 17-е место), Амброзев (СССР, 18-е место), Валев (Болгария, 37-е место).
Среди женщин: Т. Чернецкая (СССР, 3-е место), С. Яковлева (СССР, 4-е место), Л. Норвуд (США, 12-е место).
По итогам данных допингового анализа УИПМБ принял решение отстранить вышеназванных пятиборцев от международных соревнований на 30 месяцев и аннулировать их результаты на XXIX чемпионате мира.
В конечном итоге чемпионом мира среди мужчин назвали Массулло (Италия), а 2-е—3-е места достались Масала (Италия) и Доби (Венгрия).
Соответственно произошли изменения в турнирной таблице соревнований у женщин и юниоров.
Выступление мужской сборной команды СССР на чемпионате мира было признано неудовлетворительным. Старший тренер Хапланов Олег Павлович был снят с занимаемой должности.

## Итоговые результаты

### Мужчины
| Дисциплина           | Золото                                                     | Серебро                                            | Бронза                                          |
| Индивидуальный зачёт | Италия · Карло Массулло                                    | Италия · Даниэле Массала                           | Венгрия · Лайош Доби                            |
| Командный зачёт      | Италия · Карло Массулло · Даниэле Масала · Чезаре Торальдо | Венгрия · Ласло Фабиан · Аттила Мижер · Лайош Доби | Франция · Дидье Буб · Жоэль Бузу · Кристоф Рюер |

### Женщины
| Дисциплина           | Золото                                                       | Серебро                                          | Бронза                                                                |
| Индивидуальный зачёт | СССР · Ирина Киселева                                        | Франция · Софи Моресси                           | ФРГ · Сабина Крапф                                                    |
| Командный зачёт      | Франция · Софи Моресси · Каролин Делемер · Натали Хугеншмитт | ФРГ · Сабина Крапф · Катрин Крёнинг · Таня Майер | Италия · Фабриция Алекссандрини · Барбара Бокколари · Лаура Романьоли |

## Распределение наград
| Место  | Страна         | Золото | Серебро | Бронза | Всего |
| ------ | -------------- | ------ | ------- | ------ | ----- |
| 1      | Италия         | 2      | 1       | 1      | 4     |
| 2      | Франция        | 1      | 1       | 1      | 3     |
| 3      | СССР           | 1      | 0       | 0      | 1     |
| 4      | Венгрия        | 0      | 1       | 1      | 2     |
| 5      | Великобритания | 0      | 1       | 0      | 1     |
| Totale | Totale         | 4      | 4       | 4      | 12    |